# Tuam
Tuam (in irlandese Tuaim, pronuncia approssimativa italiana della versione anglicizzata: tcium) è una città irlandese, il secondo centro urbano più popoloso della contea di Galway. 
I primi insediamenti umani risalgono all'età del bronzo, ma fu intorno all'undicesimo secolo che aumentò la sua importanza, diventando uno dei centri nevralgici della storia politica e religiosa del Medioevo in Irlanda.

## Posizione
La cittadina è situata sulla strada nazionale N17 (Galway-Sligo), nelle midlands irlandesi e nella zona centro-orientale della propria contea.
La città di Galway è situata a sud-ovest di Tuam a poco più di 30 km.
Il centro una volta era attraversato da una ferrovia, oggi praticamente in disuso, che collegava Limerick a Sligo: recentemente è stata aperta una campagna (West-on-track) per far riaprire lo snodo ferroviario come Western Railway Corridor.

## Aneddoti e cultura
La cittadina è conosciuta come The Old Cathedral City per la presenza della cattedrale di Saint Mary, situata nel centro abitato, della Chiesa d'Irlanda: questo fattore porta gli abitanti di Tuam a considerarla la "più piccola città del mondo", dato che una volta le cattedrali erano prerogativa delle città.
Nella città è anche presente la cattedrale dell'Assunzione della Beata Vergine Maria, sede dell'arcidiocesi cattolica di Tuam.
Inoltre Tuam gode la fama di posto molto vivibile, da cui è sorto il detto secondo il quale quando un uomo di Tuam muore e si avvicina ai cancelli del Paradiso, lo accoglie un angelo che lo saluta dicendogli: "Non ti troverai bene qui. Questa non è Tuam".
Se per alcuni gli abitanti di Tuam possono non sembrare campioni di modestia, lo sono senz'altro di giochi gaelici, di cui possono vantare una forte tradizione, specialmente di calcio gaelico, del quale furono campioni a livello di club tre volte di seguito negli anni sessanta.
Tra le personalità eminenti di Tuam spiccano il gruppo folk-rock The Saw Doctors, i quali hanno infatti intitolato una loro canzone N17, dal nome della strada nazionale che attraversa la città. Altro personaggio celebre è stato il luogotenente Richard W. Dick Dowling, che nella guerra di secessione americana con 47 uomini e 6 cannoni respinse un'armata degli Stati Uniti d'America di 2.000 componenti. Tuam è inoltre citata quale luogo di partenza del protagonista di Rocky Road To Dublin, celebre ballata tradizionale irlandese.
Edificio importanti di Tuam, oltre la già citata cattedrale, è il College di San Patrizio (già Christian Brother School), oltre ad altri vari istituti di istruzione:  il college ha compiuto 200 anni nel 1999. La Town Hall (municipio) fu distrutta dai Black and Tans nel luglio 1920, durante la guerra d'indipendenza irlandese, dopo che alcuni uomini della RIC erano stati uccisi qualche giorno prima in un'imboscata dall'IRA nei pressi della cittadina.

## Controversie
La storica irlandese Catherine Corless, che già nel 2014 aveva aveva dimostrato che molti bambini erano morti nel preesistente orfanotrofio, gestito da suore, nel corso degli scavi iniziati tra il 2016 e il 2017 sono affiorati resti umani a Tuam, nella contea di Galway. Al posto del vecchio orfanotrofio, demolito nel 1972, sono sorte abitazioni, ma è rimasta intatta la fossa biologica dove le suore gettavano i corpi dei bambini. Secondo la ricostruzione della Corless, la Chiesa cattolica, dominante in Irlanda, mandava in questi centri le ragazze madri dove partorivano, spesso da personale infermieristico non idoneo, e la mortalità era molto alta. I corpi dei 796 bambini vanno dai neonati ai tre anni di età.
I primi test del Dna sulle ossa ammassate nella fossa settica, composta da oltre venti stanze sembra che appartenevano a bambini deceduti tra il 1925 e il 1961. L'orfanotrofio era gestito dalle Suore del Buon Soccorso di Nostra Signora Ausiliatrice, ospitava ragazze madri che avevano avuto figli, i loro bimbi e anche molti orfani. Le condizioni di vita delle donne e dei bambini nelle quali furono costretti a vivere erano tremende, con un'alta mortalità perfino di fame e stenti. Le sepolture erano anonime e sbrigative.
Un orrore al quale i vescovi irlandesi chiesero scusa per la prima volta nel 2014 sapendo che tra il 1922 e il 1998 circa 56mila donne e 57mila bambini furono rinchiusi in queste strutture.

## Amministrazione

### Gemellaggi
- Straubing